# Etheostoma barrenense
Etheostoma barrenense és una espècie de peix de la família dels pèrcids i de l'ordre dels perciformes.

## Morfologia
Els mascles poden assolir els 6,4 cm de longitud total.

## Distribució geogràfica
Es troba als Estats Units: Kentucky i Tennessee.